# 奧特利 (愛荷華州)
奧特利（英語：Otley）是位於美國愛荷華州馬里昂縣的一個非建制地區。該地的面積和人口皆未知。

## 地理
奧特利所處的海拔為高於海平面268米（即879英呎），而該地所採用的時區為UTC-6，即北美中部時區（CST）。同時該地設有夏令時間，為UTC-6調快一小時，即UTC-5（CDT）。